# Forte Manuele
Forte Manuele (po. Fortaleza do Cochim; en. Fort Manuel, Fort Emmanuel) è una fortezza in rovina situato sulla spiaggia di Fort Kochi a Kochi, nello stato indiano del Kerala. Fu un baluardo dell'impero portoghese e un simbolo dell'alleanza strategica tra il Maharaja di Kochi e il Regno del Portogallo. Deve il suo nome attuale da re Manuele I del Portogallo e fu il primo forte portoghese in Asia.
La prima parte del nome attuale della località ove sorge la struttura - Fort Kochi - si deve appunto alla presenza della stessa. Fort Kochi è anche conosciuto come Old Kochi o West Kochi, adiacente a Mattancherry.

## Storia
Nel settembre 1503, in ragione dell'aiuto fornitogli dai portoghesi contro lo Zamorin di Kozhikode (po. Calicut), il Ragià di Kochi concesse il permesso all'ammiraglio lusitano Alfonso de Albuquerque di costruire una fortezza sul lungomare del Mar Arabico. La costruzione fu iniziata il 26 settembre e "assunse la forma di una piazza con bastioni fiancheggiati agli angoli montati con ordigni". Le pareti erano costituite da doppie file di tronchi di alberi di cocco, saldamente fissati insieme e con terra battuta nel mezzo, e circondate da un fossato riempito d'acqua.
La struttura fu inizialmente battezzata "Forte Sant'Iago" da Albuquerque, in onore dell'ordine cavalleresco di Santiago cui apparteneva (era anche il nome della sua nave ammiraglia). Il forte sorse in una parte della penisola di Kochi, chiamata dai portoghesi Santa Cruz (o Cochim-de-Baixo, "Bassa Kochi", ora conosciuta come Fort Kochi), appena un po' a nord-ovest della vecchia città ( Cochim-de-Cima, "Alta Kochi", ora Mattancherry), sede del Trimumpara Raja. Forte Sant'Iago fu il primo fortino portoghese in Asia. I portoghesi ricevettero anche il permesso di erigere quella che è probabilmente la prima chiesa cattolica romana in Asia, São Bartolomeu, all'interno del forte, in seguito ricostruita in pietra e ridedicata più volte (attualmente è nota come Chiesa di San Francesco di Kochi).
Nel 1505, Francisco de Almeida, primo viceré portoghese d'India, rafforzò la struttura difensiva in legno con della pietra e la ribattezzò "Forte Manuele" in onore del re Manuele I del Portogallo.
Le fortificazioni di Forte Manuele furono rinforzate nuovamente nel 1538. I portoghesi costruirono il loro insediamento dietro il forte, inclusa la chiesa di San Francesco . Fort Kochi rimase in possesso portoghese fino al 1663, quando gli olandesi conquistarono il territorio e distrussero le istituzioni portoghesi. Gli olandesi tennero il forte in loro possesso fino al 1795, quando gli inglesi ne presero il controllo sconfiggendo gli olandesi. Entro il 1806 gli olandesi prima e gli inglesi poi avevano distrutto la maggior parte delle mura del forte e dei suoi bastioni.
A Old Kochi e lungo la spiaggia di Fort Kochi riposa oggi una batteria di cannoni parzialmente restaurata e altri resti di bastioni e fortificazioni che ora sono destinazioni turistiche.

## Galleria d'immagini

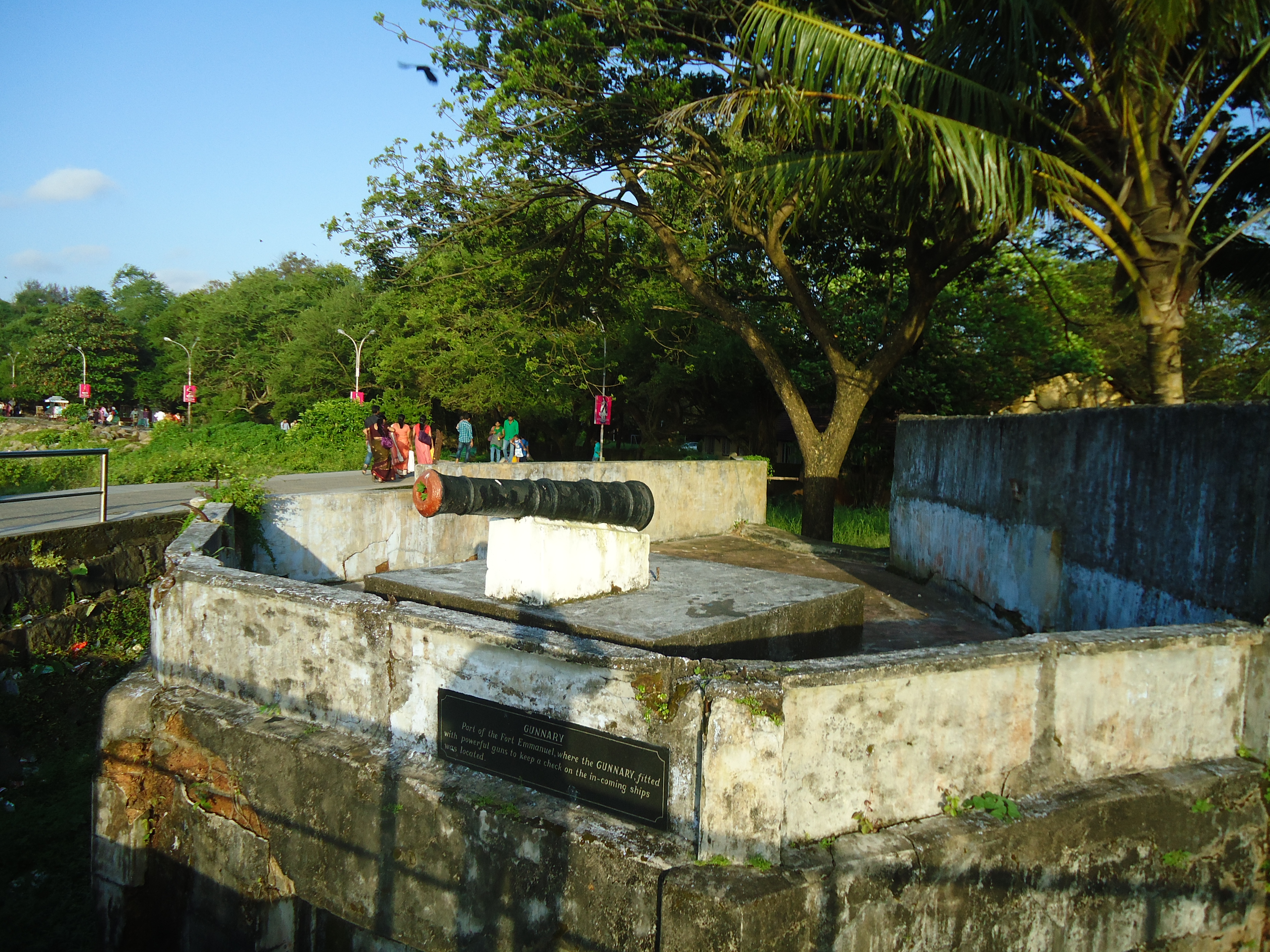
Cannoniera dei bastioni vista da Fort Kochi Beach
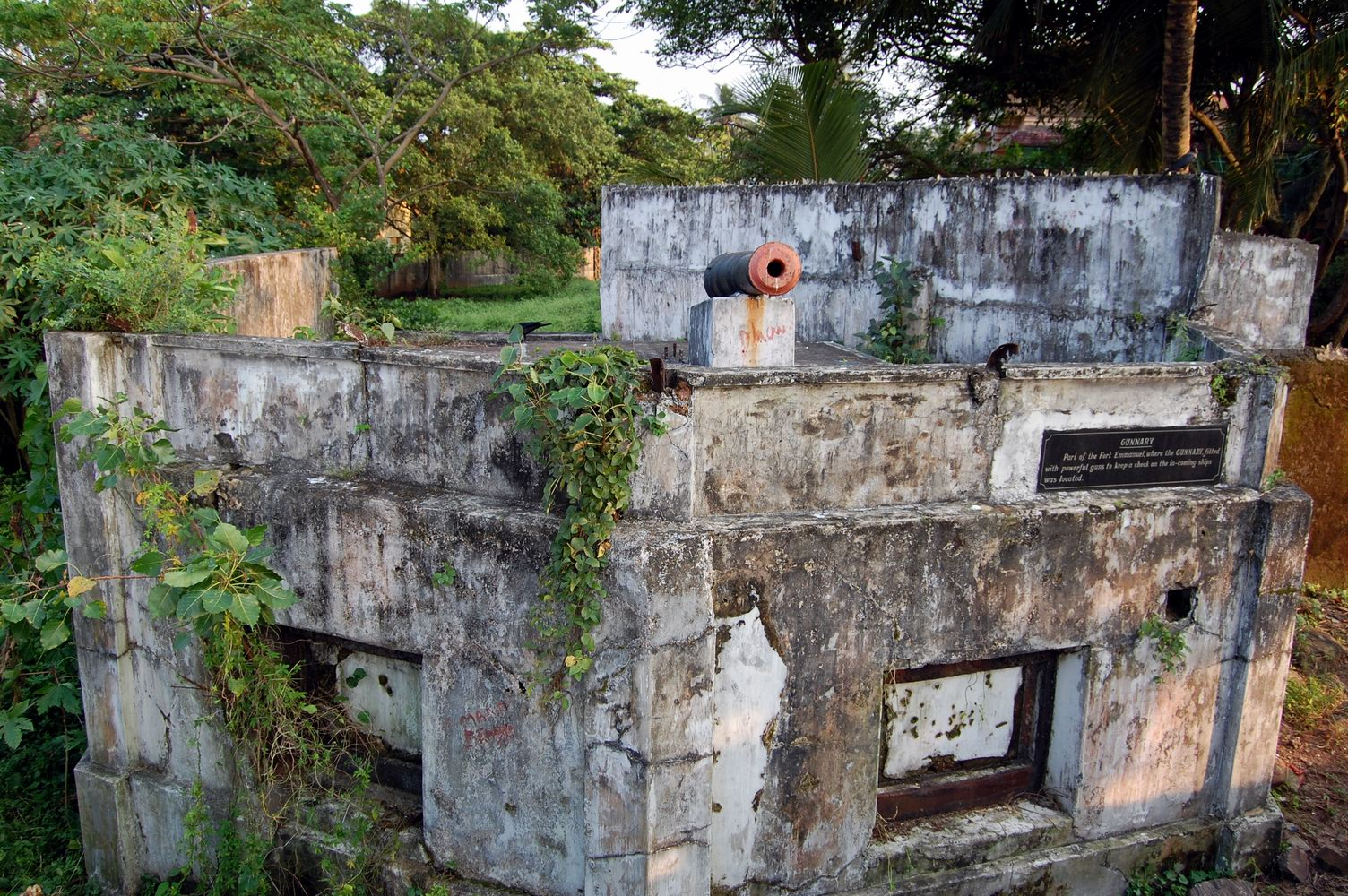
Cannoniera dei bastioni vista da Fort Kochi Beach
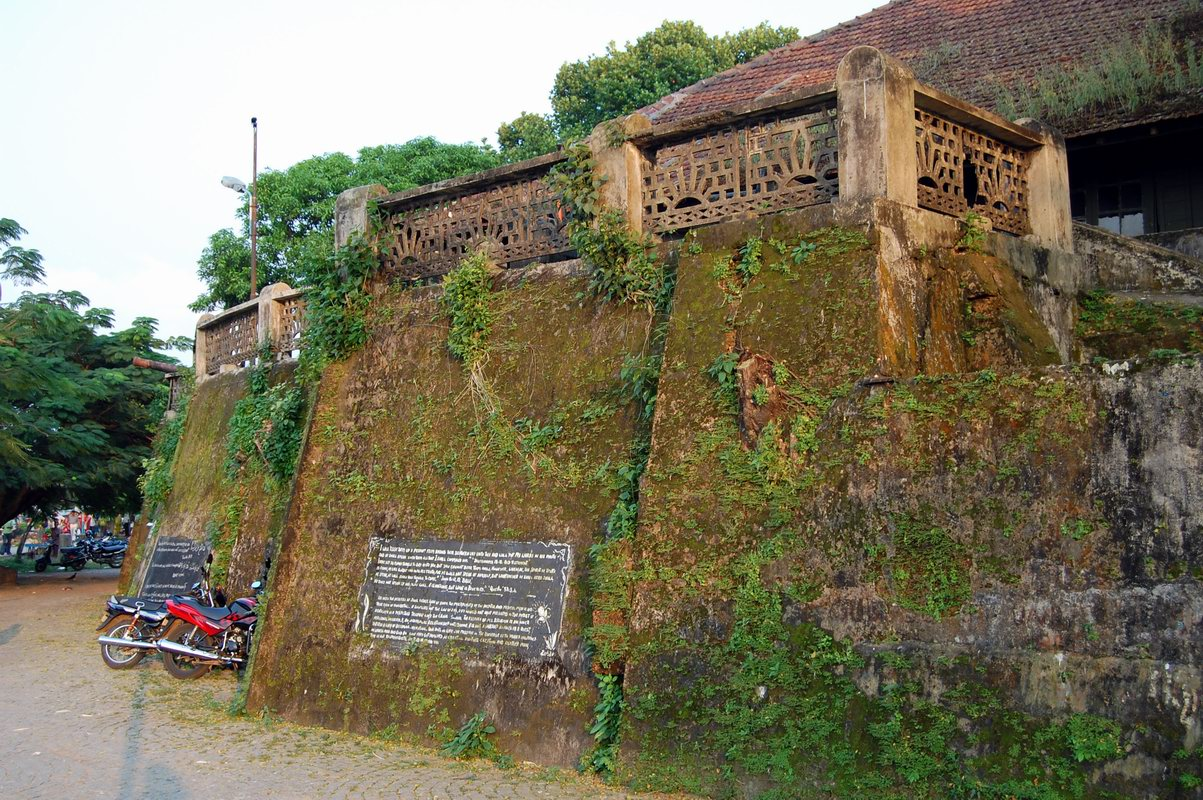